# Hegars tegn
Hegars tegn er betegnelsen på en fysiologisk indikation af graviditet. Det er en opblødning af vævet i den øvre del af livmoderhalsen. Det ses almindeligvis fra 4. – 6. svangerskabsuge, men tegnet er ikke fuldstændigt pålideligt og fravær kan ikke tages som bevis på fravær af graviditet.
Hegars tegn er opkaldt efter den tyske gynækolog Alfred Hegar (1830 – 1914). Selv angiver Hegar at det var en af hans assistenter der først opdagede det i 1884. Hegar beskrev tegnet i en bog i obstetrik fra 1895.